# 以尼尔斯·玻尔的名字命名的事物列表
尼尔斯·玻尔（1885年10月7日—1962年11月18日）是一位丹麦物理学家，他为理解原子结构以及量子理论做出了基础性的贡献。以下是以他的名字命名的事物列表。

## 物理和化学
- 玻尔–克拉默–斯莱特理论（英语：BKS theory）
- 玻尔–索末菲量子化条件
- 玻尔–范莱文定理（英语：Bohr–van Leeuwen theorem）
- 玻尔模型
- 玻尔磁子
- 玻尔半径
- 107号元素𨨏[1]

## 天文学
- 小行星3948玻尔星[2]
- 月球上的玻尔环形山

## 科研机构
- 哥本哈根大学的尼尔斯·玻尔研究所
- 美国物理联合会的尼尔斯·玻尔图书馆[3]
- 欧洲核子研究中心附近的大街Route Bohr